# 1889
- Wikisource

| Calendário gregoriano                                                        | 1889 MDCCCLXXXIX                    |
| Ab urbe condita                                                              | 2642                                |
| Calendário arménio                                                           | 1338 – 1339                         |
| Calendário bahá'í                                                            | 45 – 46                             |
| Calendário budista                                                           | 2433                                |
| Calendário chinês                                                            | 4585 – 4586 Início a 31 de janeiro  |
| Calendário copta                                                             | 1605 – 1606                         |
| Calendário etíope                                                            | 1881 – 1882                         |
| Calendários hindus - Vikram Samvat - Calendário nacional indiano - Cáli Iuga | 1944 – 1945 1810 – 1811 4989 – 4990 |
| Calendário Holoceno                                                          | 11889                               |
| Calendário islâmico                                                          | 1307 – 1308                         |
| Calendário judaico                                                           | 5649 – 5650                         |
| Calendário persa                                                             | 1267 – 1268 Início a 21 de março    |
| Calendário rúnico                                                            | 2139                                |
| Calendário solar tailandês                                                   | 2432                                |

1889 (MDCCCLXXXIX, na numeração romana)  foi um ano comum do século XIX do actual Calendário Gregoriano, da Era de Cristo, a sua letra dominical foi F (52 semanas), teve início a uma terça-feira e terminou também a uma terça-feira. No calendário juliano, teve início e fim num domingo,  com a letra dominical A.
| Ano completo                       |
| ---------------------------------- |
| Ano comum com início à terça-feira |

## Eventos

15 de Novembro: Proclamação da República do Brasil.

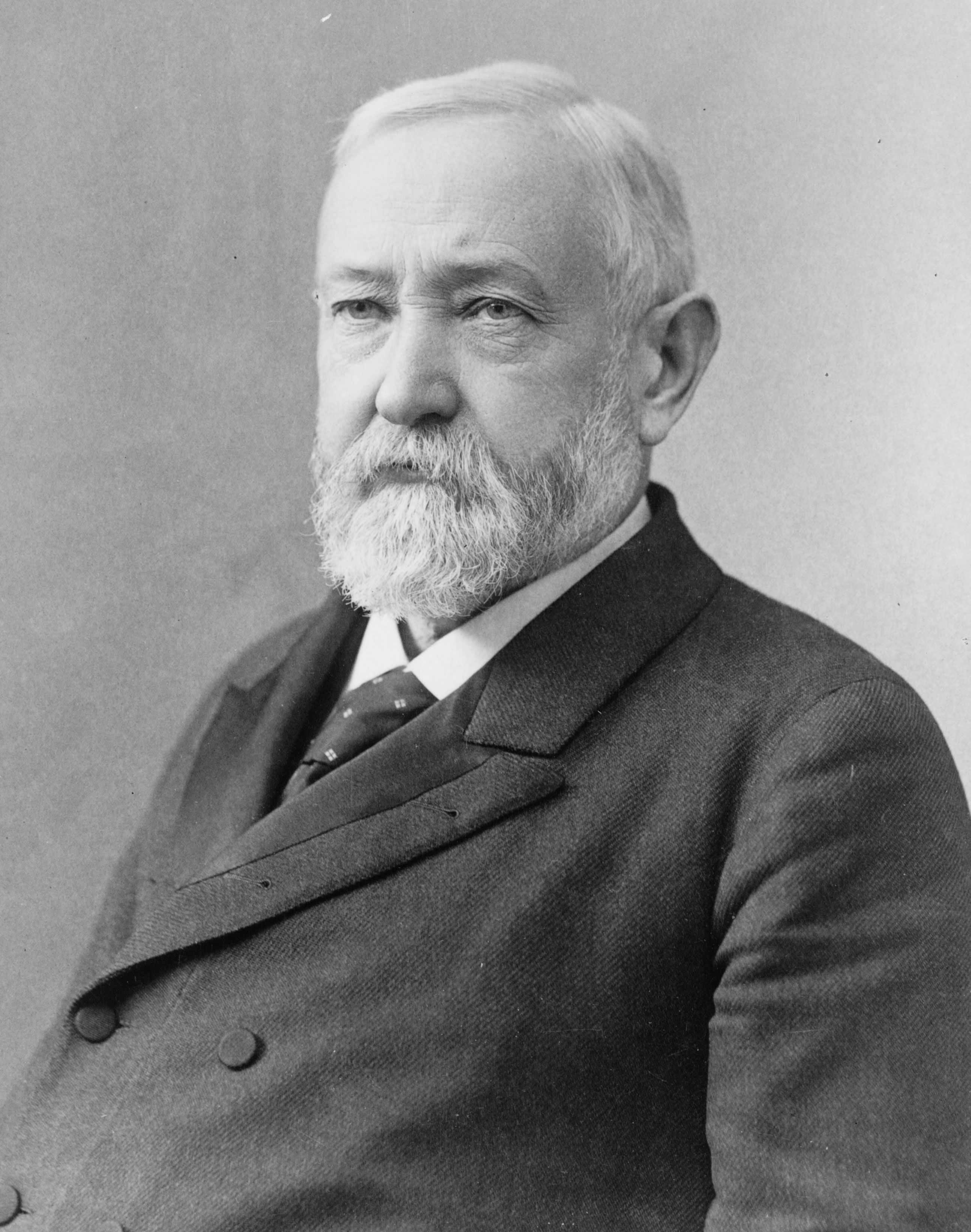
4 de Março: Benjamin Harrison.

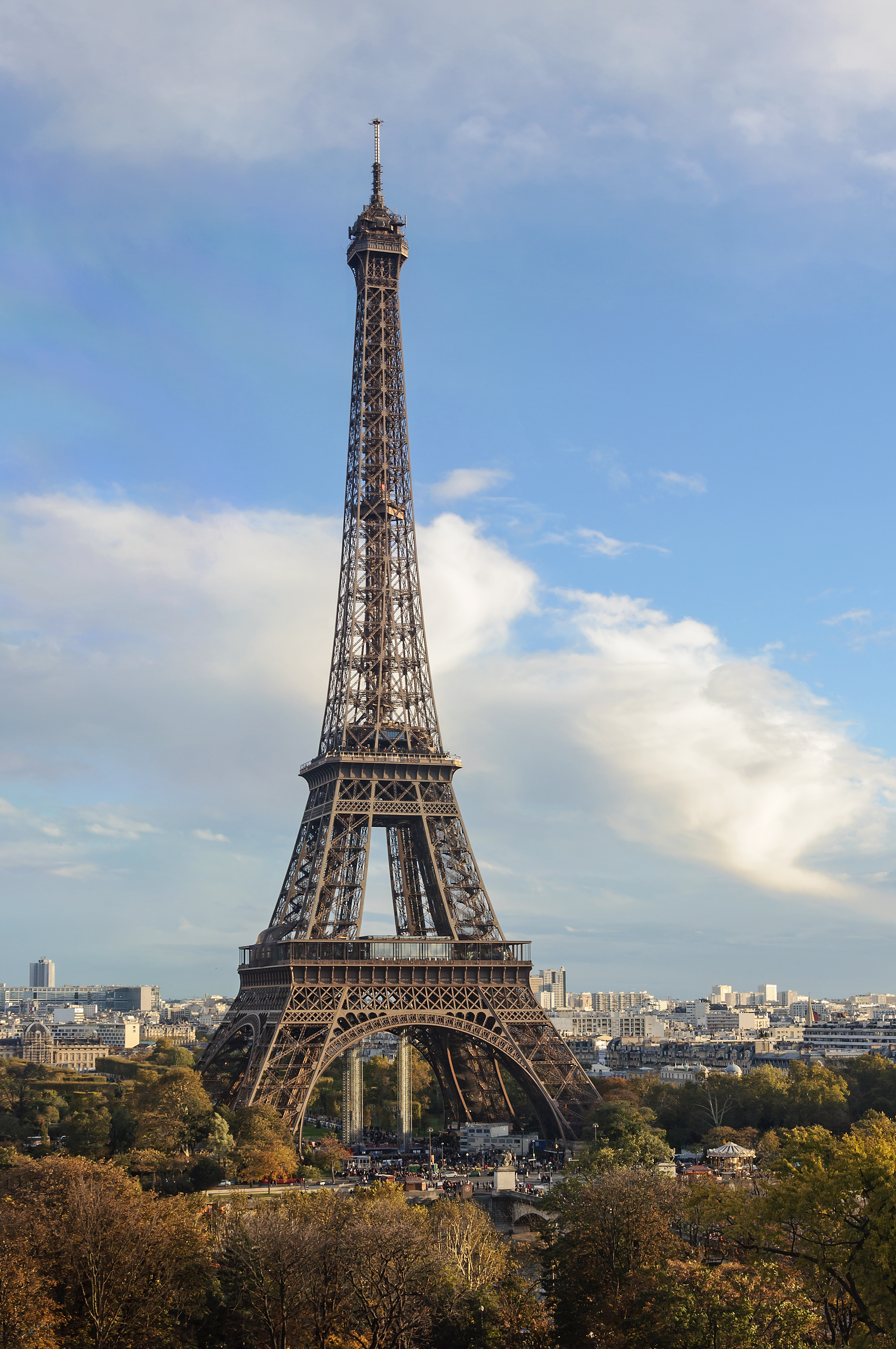
31 de Março: A Torre Eiffel é inaugurada em homenagem ao centenário da Revolução Francesa.

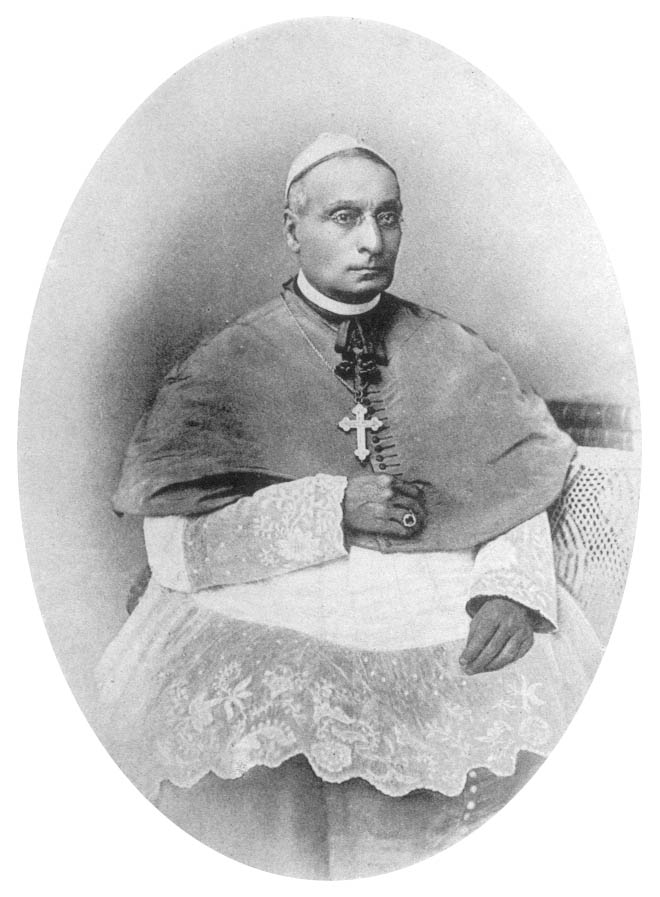
João Maria Pereira de Amaral e Pimentel, Bispo de Angra.

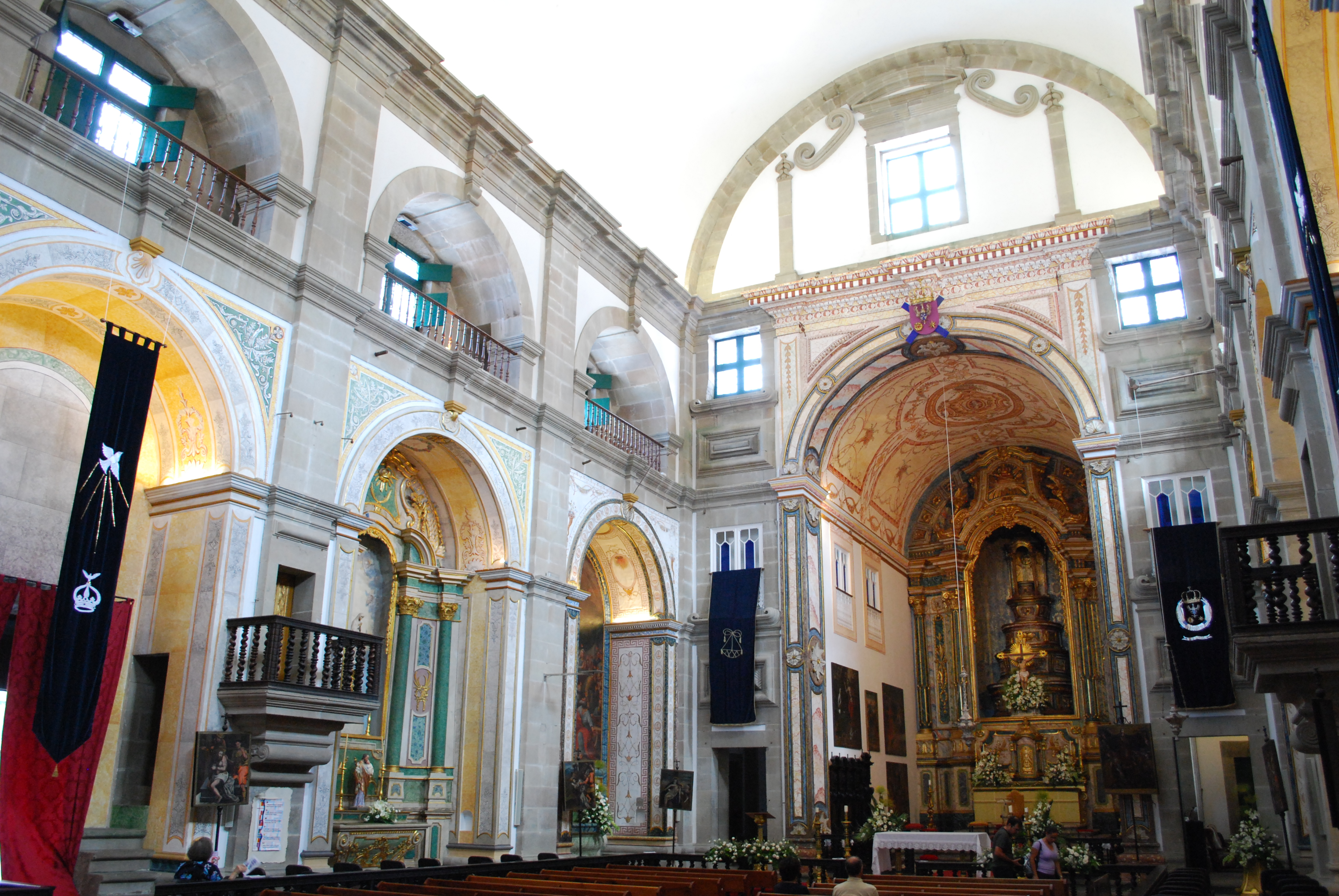
Igreja da Misericórdia (Angra do Heroísmo) - Vista interior geral.

- Ano da Proclamação da República, o Brasil possuía 636 indústrias e cerca de 54 mil operários.
- Hugo de Vries postula que "a hereditariedade de características específicas nos organismos ocorre por partículas", nomeando essas partículas "(pan)genes"[1]
- Início da construção da Ermida do Senhor Bom Jesus da Fajã Grande que terá perdurado até 1895, a responsabilidade da construção deve-se à iniciativa de José de Azevedo Machado.[2]

### Janeiro
- 8 de janeiro é patenteado por Herman Hollerith o primeiro computador.
- 10 de janeiro a Costa do Marfim é declarada protetorado francês.

### Março
- 4 de março - Benjamin Harrison toma posse como Presidente dos Estados Unidos.
- 31 de março - Inauguração da Torre Eiffel em Paris.

### Maio
- 6 de maio - Aula-inaugural do Imperial Colégio Militar no Rio de Janeiro
- 16 de maio - É rezada a primeira missa na Ermida de São José do Toledo, Ilha de São Jorge.

### Julho
- 6 de julho - Elevação do lugar de Santo Antão, concelho da Calheta, ilha de São Jorge, à categoria de freguesia.
- 15 de julho - Atentado de julho de 1889 - Pedro II, imperador do Brasil, sofre atentado ao sair de uma apresentação teatral no Rio de Janeiro. Alvejado com três tiros de revólver, (disparados pelo militante republicano Adriano Augusto do Valle) o monarca saiu incólume do episódio.

### Agosto
- 26 de agosto - Fundação da Cidade de Campo Grande, capital do estado de Mato Grosso do Sul.

### Setembro
- 23 de setembro - Fusajiro Yamauchi funda a empresa de cartas de Hanafuda e futuramente a maior empresa de Video games do mundo, a empresa japonesa Nintendo.[3]

### Novembro
- 2 de novembro - O território de Dakota é dividido em "do Norte" e "do Sul". Dakota do Norte torna-se o 39º estado norte-americano e Dakota do Sul torna-se o 40º estado norte-americano.
- 8 de novembro - Montana torna-se o 41º estado norte-americano.
- 9 de novembro - Ocorre o Baile da Ilha Fiscal, último grande baile da monarquia brasileira.
- 11 de novembro - Washington torna-se o 42º estado norte-americano.
- 15 de novembro - Proclamação da República do Brasil: o Imperador Pedro II do Brasil é exilado e Deodoro da Fonseca torna-se o primeiro presidente da república. No mesmo dia tropas republicanas cometem o Atentado ao Barão de Ladário.
- 16 de novembro - Pedro II é informado de sua deposição. À tarde, tropas cercam a Quinta da Boa Vista para negociar as condições de retirada da família imperial do país.
- 17 de novembro - A Família Imperial Brasileira vai para o exílio em Paris. No mesmo dia, ex-escravos da província do Maranhão, que protestavam contra a Proclamação da República, foram mortos a tiros por tropas republicanas no Massacre de 17 de novembro.
- 19 de novembro - O governo provisório brasileiro baixa os primeiros decretos, regulamentando a bandeira, o brasão de armas, o hino e o selo nacionais.
- 25 de novembro - O governo britânico entrega uma nota ao governo português protestando pela decisão de Portugal de considerar os territórios entre Angola e Moçambique como dependentes da soberania portuguesa.

### Dezembro
- 5 de dezembro - A Família Imperial Brasileira chega a Lisboa após deixar o Brasil devido à Proclamação da República.

## Nascimentos
- 3 de fevereiro - Risto Ryti, 5° presidente da Finlândia (m. 1956).
- 19 de fevereiro - Ernest Marsden, físico inglês (m.1970)
- 20 de fevereiro - Laureano Gómez Castro, Presidente da Colômbia de 1950 a 1951 (m. 1965).
- 23 de fevereiro - Victor Fleming, diretor e cineasta norte-americano (m. 1949).
- 16 de abril - Charlie Chaplin, actor e realizador britânico (m. 1977)
- 20 de abril - Adolf Hitler, político e militar austríaco e alemão (a partir de 1932), líder do Partido Nazista alemão (m. 1945)[4]
- 26 de abril - Ludwig Wittgenstein, filósofo austríaco (m. 1951)
- 28 de abril - António de Oliveira Salazar, estadista português (m. 1970)
- 12 de maio - Abelardo Luján Rodríguez, presidente interino do México de 1932 a 1934 (m. 1967).
- 2 de junho - Martha Wentworth, atriz americana (m. 1974).
- 30 de junho - Alice B. Russell, atriz estadunidense (m. 1985).
- 20 de agosto - Cora Coralina, escritora e poetisa brasileira.
- 26 de setembro - Martin Heidegger, filósofo alemão (m. 1976)
- 24 de outubro - Ferhat Abbas, presidente do governo provisório da Argélia entre 1962 e 1963. m. 1985.
- 15 de novembro - Rei Manuel II de Portugal (m. 1932)
- 24 de novembro - Zalman Shazar, presidente de Israel de 1963 a 1973 (m. 1974).
- 25 de dezembro - Osmín Aguirre y Salinas, militar e presidente de El Salvador de 1944 a 1945 (m. 1977)

## Mortes
- 13 de fevereiro - João Maurício Wanderley, Primeiro-Ministro do Império do Brasil, governador da Bahia (n. 1815).
- 11 de outubro - James Prescott Joule, físico inglês (n. 1818)
- 19 de outubro - Rei Luís I de Portugal (n. 1838)
- 28 de dezembro - Dona Teresa Cristina, imperatriz consorte do Império do Brasil (n. 1822).

## Por tema
- 1889 na arte
- 1889 no Brasil
- 1889 na ciência
- 1889 no cinema
- 1889 no desporto
- Divisões administrativas em 1889
- 1889 no jornalismo
- 1889 na literatura
- 1889 na música
- 1889 na política
- 1889 no teatro
- 1889 na televisão

- 1889 na arte
- 1889 no Brasil
- 1889 na ciência
- 1889 no cinema
- 1889 no desporto
- Divisões administrativas em 1889
- 1889 no jornalismo
- 1889 na literatura
- 1889 na música
- 1889 na política
- 1889 na religião
- 1889 no teatro